# Ernst Samhaber
Ernst Samhaber (* 28. April 1901 in Valparaíso, Chile; † 17. März 1974 in Hamburg) war ein deutscher Historiker, Journalist (spezialisiert auf die USA und Südamerika) und Wirtschaftspublizist. Er war erster Chefredakteur der Wochenzeitung Die Zeit.

## Leben
Samhaber, Kaufmannssohn, wurde 1901 als Deutsch-Chilene geboren. Er besuchte die Goethe-Schule, ein Reformrealgymnasium und Vorläufer des heutigen Goethe-Gymnasiums in Berlin-Wilmersdorf. Im Anschluss studierte er von 1918 bis 1923 Philosophie, Geschichte und Semitische Sprachen an den Universitäten in Berlin, Hamburg und München. 1921 wurde er in München zum Dr. phil. promoviert. Danach war er außerordentlicher Professor für Alte Geschichte (Assyriologie) an der Universidad de Chile. Von 1930 bis 1931 war er hauptamtlicher Mitarbeiter und Referent für Chile am Ibero-Amerikanischen Institut (IAI) in Berlin. Er ging dann zurück nach Chile und arbeitete als freier Schriftsteller.
Obwohl nie Mitglied der NSDAP, war er von Ende 1933 bis April 1937 nebenberuflich Mitarbeiter des Reichsministeriums für Volksaufklärung und Propaganda. 1937 wurde er Ressortleiter der Wochenzeitschrift  Deutsche Zukunft in Berlin. Von 1939 bis 1942 war er Auslandskorrespondent der Deutschen Allgemeinen Zeitung (DAZ). Ab Mai 1941 arbeitete er zusätzlich für den Deutschen Verlag. Er war von 1941 bis 1944 für die NS-Wochenzeitung Das Reich tätig. Im Juni 1944 kehrte er in das Deutsche Reich zurück.
Nach dem Zweiten Weltkrieg begründete er auf Anfrage der britischen Besatzungsmacht die Tageszeitung Die Welt mit und fungierte 1946 als erster Chefredakteur der Wochenzeitung Die Zeit in Hamburg. Er galt als „streitbarer Konservativer“ (Gerd Bucerius) und wichtiger Journalist der Nachkriegszeit. Nach dem Bekanntwerden seiner Tätigkeiten für die nationalsozialistische Propaganda und besatzungskritischen Äußerungen erhielt er in einem ersten Entnazifizierungsverfahren im August 1946 Berufsverbot. 1948 wurde er als „nicht betroffen“ eingestuft; zuvor lobte er den „bürgerlichen Pioniergeist der USA“. Er arbeitete fortan als freier Journalist und Autor. Von 1956 bis 1961 war er Lehrbeauftragter für Ibero-Amerikanische Soziologie an der Technischen Universität Berlin.

## Schriften (Auswahl)
- Südamerika. Gesicht, Geist, Geschichte. Goverts, Hamburg 1939.
- Die Rohstoffrage in Wirtschaft und Politik. Schaffstein, Köln 1939.
- Wie werden Kriege finanziert? Gloeckner, Leipzig 1940.
- Die neuen Wirtschaftsformen 1914–1940. Paul Neff Verlag, Berlin 1940.
- Spanisch-Südamerika (= Weltpolitische Bücherei). Deutscher Verlag, Berlin 1941.
- Der Magier des Kredits. Glück und Unglück des John Law of Lauriston. Bruckmann, München 1941.
- Überwindung der Krise. Englands Problem heute. Claassen & Goverts, Hamburg 1948.
- Die neue Welt. Wandlungen in Sudamerika. Eine Fibel. Badischer Verlag, Freiburg im Breisgau 1949.
- Südamerika von heute. Ein Kontinent wird neu entdeckt. Scherz & Goverts, Stuttgart 1954.
- Geschichte der Vereinigten Staaten von Nordamerika. Werden der Weltmacht (= Weltgeschichte in Einzeldarstellungen, Band 8). Bruckmann, München 1954.
- Kleine Geschichte Südamerikas. Scheffler, Frankfurt am Main 1955.
- Welt von heute, Welt von morgen. Eine Soziologie der Konjunktur. Scheffler, Frankfurt am Main 1961.
- Das Geld. Eine Kulturgeschichte. Keyser, München 1964.
- Südamerika und der Kommunismus (= Schriftenreihe der Niedersächsischen Landeszentrale für Politische Bildung, Heft 1). Niedersächsische Landeszentrale für politische Bildung, Hannover 1964.
- Knaurs Geschichte der Entdeckungsreisen. Die grossen Fahrten ins Unbekannte. Droemer/Knaur, München u. a. 1970.
- Erfindungen. Meilensteine in der Zukunft. Ueberreuter, Wien u. a. 1971, ISBN 3-8000-3117-5.
- Wirtschaft, verständlich gemacht (= Goldmann-Taschenbücher, Band 10002). Goldmann, München 1972, ISBN 3-442-10002-X. (Scheffler-Ausgabe 1968)
- Weltgeschichtliche Zusammenhänge. Perspektiven für die Zukunft. Bertelsmann Lexikon Verlag, Gütersloh u. a. 1976, ISBN 3-570-05209-5.
- Weltgeschichte. Bertelsmann Lexikon Verlag, Gütersloh u. a. 1976, ISBN 3-570-05207-9.
- Geschichte Europas. Europa Union Verlag, Bonn 1982, ISBN 3-7713-0169-6. (DuMont Schauberg-Ausgabe 1967)
- Kaufleute wandeln die Welt. Die Geschichte des Handels von den Anfängen bis zur Gegenwart. 2. Auflage, Societäts Verlag, Frankfurt am Main 1993, ISBN 3-7973-0540-0. (Scheffler-Ausgabe 1960)